# Avripigment
Avripigment, arzenova svetlica ali arzenovo žveplo je arzenov sulfidni mineral s kemijsko formulo As2S3). Kristalizira v monoklinskem kristalnem sistemu z osnovno celico As4S6 in razvije predvsem listnate in vlaknate skupke, redko tudi majhne prizmatične ali psevdorombične kristale citronsko rumene do bronasto rumene barve. Avripigment se je kljub toksičnosti uporabljal kot pigment v slikarstvu.
Njegovo ime je sestavljeno iz latinskih besed aurum – zlato in pigmentum – pigment in se nanaša na njegovo barvo.

## Uporaba
Avripigment je bil v Rimskem cesarstvu pomembno trgovsko blago, na Kitajskem pa se je kljub temu, da je strupen, uporabljal v medicini. Uporabljal se je tudi kot strup za muhe in zastrupljanje puščic. Zaradi svoje značilne barve je bil priljubljen med alkimisti tako v Evropi kot na Kitajskem, ki so iskali postopke za izdelavo zlata. Avripigment je bil vse do 19. stoletja eden redkih svetlo rumenih pigmentov, zato se je več stoletij uporabljal kot pigment za slikarske barve in pečatni vosek. Njegova uporaba je bila problematična, ker je zelo strupen in nezdružljiv z nekaterimi drugimi pigmenti, na primer s svinčevimi oksidi, bakrovimi pigmenti in azuritom. Po odkritju kadmijevih pigmentov in sintetskih barvil se je njegova uporaba povsem opustila.
V sodobnem času se uporablja za izdelavo leč, ki prepuščajo infrardečo svetlobo, polprevodnikov, fotoprevodnikov, kot pigment in v pirotehniki. V zmesi z dvema deloma gašenega apna (Ca(OH)2) se v podeželskih predelih Indije še vedno uporablja kot depilator, v usnjarstvu pa za odstranjevanje dlake s surovih kož.

## Kristalna struktura
- Osnovna celica
- Kristalna struktura osnovnega sklada
- Prostorska struktura